# Teargas EP
Teargas EP è il quarto EP del gruppo musicale svedese Katatonia, pubblicato il 20 febbraio 2001 dalla Peaceville Records.

## Tracce
Testi di Jonas Renkse, musiche di Anders Nyström.
1. Teargas – 3:24
2. Sulfur – 6:23
3. March 4 – 3:51

## Formazione
Gruppo
- Jonas Renkse – voce, cori
- Anders Nyström – chitarra ritmica e solista, mellotron
- Fredrik Norrman – chitarra ritmica, solista e acustica
- Mattias Norrman – basso
- Daniel Liljekvist – batteria

Produzione
- Tomas Skogsberg – produzione, missaggio, ingegneria del suono
- Jocke Petterson – produzione, missaggio, ingegneria del suono
- Katatonia – produzione, missaggio, ingegneria del suono
- Peter In de Betou – mastering, montaggio